# Stade rochelais
Pour les articles homonymes, voir Stade rochelais (homonymie).
Maillots
Actualités
Dernière mise à jour : 03 juillet 2025.
Le Stade rochelais est un club français de rugby à XV, fondé en 1898 et basé à La Rochelle. Le club évolue depuis la saison 2014-2015 en Top 14, première division professionnelle. Présidé par Vincent Merling depuis 1991, ce club bat des records d'affluence dans son stade Marcel-Deflandre avec plus de 16 700 spectateurs de moyenne par match.
En 2022, le Stade rochelais devient le quatrième club français à remporter la Coupe d'Europe après le Stade toulousain, le CA Brive et le RC Toulon.
Le Stade rochelais conserve son titre la saison suivante, une nouvelle fois contre le Leinster.

## Histoire

### Création du club (1896 - 1902)
La pratique de football-rugby à La Rochelle remonte à 1892 avec l'association « Les Volontaires du lycée de La Rochelle ».
Le 8 avril 1896, est créé le Stade rochelais sous la forme d’une société de sports athlétiques, avec pour premier Président Louis Sagot. Mais ce n’est qu’en 1898 que le Stade rochelais est officiellement reconnu, sous l’impulsion et la responsabilité de son nouveau Président Charles Guarrigues.
Le Stade rochelais fait partie des clubs de rugby les plus anciens sur le sol français juste après Le Havre Athletic Club le Racing Club de France, le Stade français, le FC Grenoble, le Lyon olympique universitaire et le FC Auch puisque la création de la société omnisports du Stade rochelais remonte à 1896 pour une pratique effective à partir de 1898.

### Développement de la section rugby (1902 - 1935)
Dès 1902, le consul des États-Unis à La Rochelle et futur président du club, George Henry Jackson, développe la section rugby. Durant cette période, le Stade rochelais est sacré plusieurs fois champion d’Atlantique jouant ainsi le championnat de France où il échoue à trois reprises en quarts de finale contre le Stade français (1906), Orléans (1907) et l’Aviron bayonnais (1914).
Les joueurs rochelais prennent leur quartier dans un domaine entre l’avenue Carnot et la voie ferrée, le Trianon, inauguré le 15 août 1906. La ferveur commence à se développer autour des jaune et noir qui sont à nouveau champions de l’Atlantique face aux Nantais, en 1907 mais qui échouent pour la deuxième année consécutive aux portes des demi-finales du Championnat de France (défaite face à Orléans).
Avant que la Première Guerre mondiale éclate et après quelques saisons où le titre régional échappait aux Rochelais, le club remporte son troisième titre de champion de l’Atlantique en 1914. Les jaune et noir s’inclinent une nouvelle fois en quart de finale de championnat de France, face à l’Aviron bayonnais.
Le Trianon rouvre ses portes en 1919 après une interruption de quatre ans à cause de la Grande Guerre. Cette période n’est pas la plus faste du Stade rochelais, les présidents se succèdent et les performances sportives n’atteignent pas les plus hauts sommets.
Le 19 septembre 1926, le parc des sports de Port-Neuf est inauguré. Il s’agit du nouveau terrain de jeu des jaune et noir.

### Rugby à XIII (1935 - 1940)
Le Stade rochelais n’est pas le seul club en difficulté en cette fin des années 1930. L’Union sportive rochelaise, l’autre équipe quinziste de la ville peine à cause d’un exode de ses joueurs vers La Rochelle XIII. Délaissées par leurs publics, les deux formations quinzistes décident de se rapprocher pour se sauver. Elles s’associent le 14 juin 1935 pour former l’Union Stade rochelais. L’équipe évoluera désormais au stade André-Barbeau, rue Alphonse de Saintonge. Le club décide de passer au rugby à XIII, il y remporte notamment deux titres de champion de France de deuxième division en 1936 et 1937.

### Retour au XV (1941 - 1948)
Le 23 juin 1940, La Rochelle devient ville occupée par l’armée allemande. La réduction du nombre de sociétés sportives pousse La Rochelle-Étudiants XIII à fusionner avec l’Union-Stade et relance, ensemble, une équipe quinziste, le Stade rochelais. Le club évolue à nouveau sur le terrain municipal de Port-Neuf.
Marcel Deflandre, directeur de la Raffinerie du Midi devient le président du club, le 10 janvier 1941. Il entre dans la Résistance, en intégrant en 1942, le groupe « Honneur et Patrie » et commande la section « Ravitaillement et essence ». Il est arrêté le 9 octobre 1943 à Niort et sera exécuté le 11 janvier 1944.
La France libérée de l’occupation allemande, les compétitions sportives officielles peuvent reprendre. L’Entente sportive cheminots rochelais (ESCR) est créée et l’entité rugby rochelais décide de les rejoindre. La section rugby de l’ESCR s’installe au stade de Port-Neuf, qui deviendra, le 23 mars 1947, le stade Marcel-Deflandre.
En 1948, la section rugby de l’ESCR reprend son autonomie et redevient le Stade rochelais.

### Championnat de1redivision (1948 - 1997)

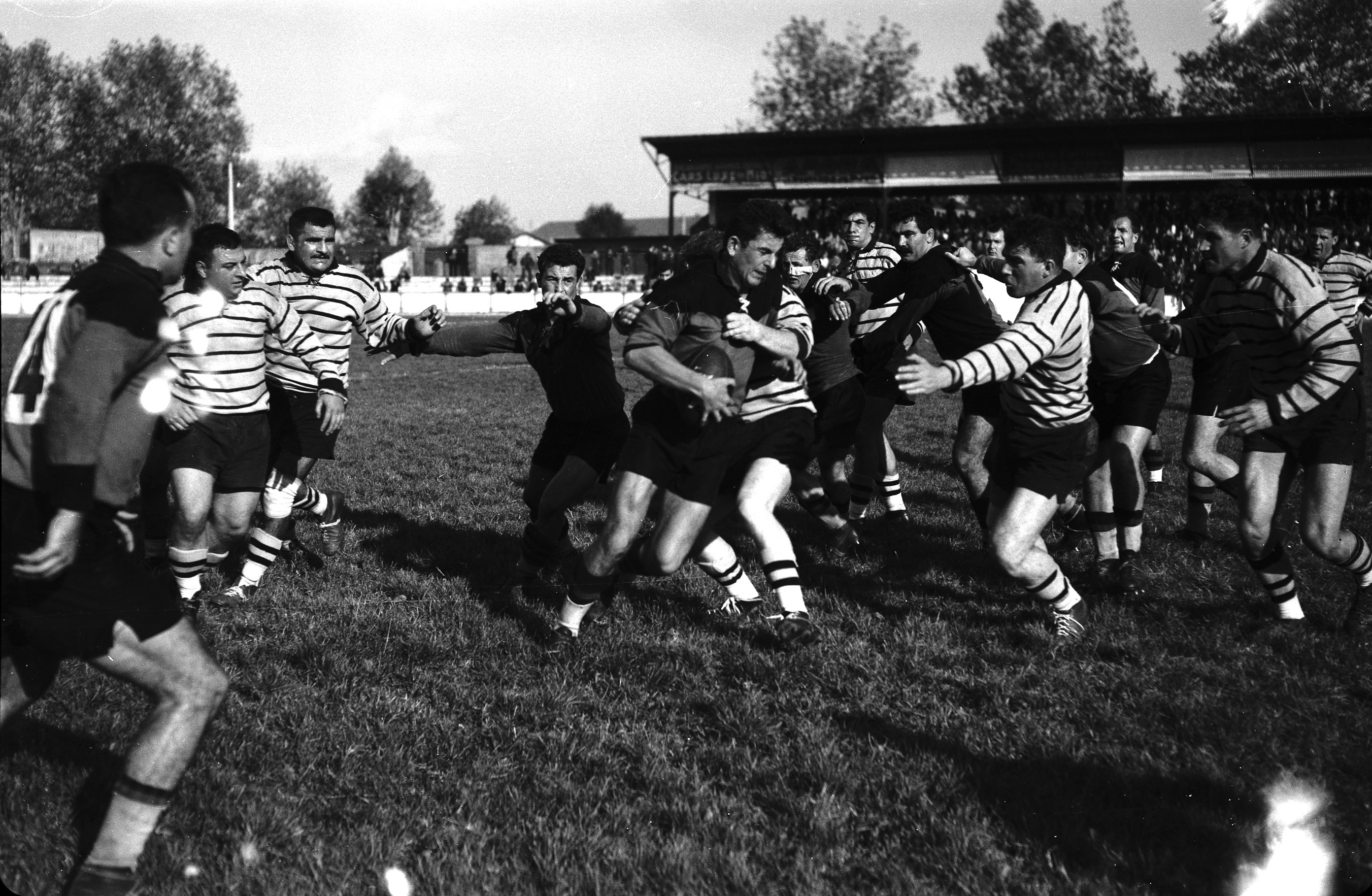
Rencontre entre La Rochelle et le Stade toulousain en 1957 perdu 12-6 par les maritimes.

Le Stade rochelais s’installe définitivement dans l’élite du rugby en accédant à la Fédérale, le plus haut niveau du rugby français à l’époque. Aussi, du 9 janvier 1949 au 24 octobre 1954, le club va enchaîner 28 matchs sans défaite à domicile.
Laurent Bidart est le premier joueur du club à être sélectionné en équipe de France en 1953 (une sélection contre le pays de Galles).
L’école de rugby du Stade rochelais est fondée en 1952. En 1954, Arnaud Élissalde, alors joueur et entraîneur au club, va former une équipe d’éducateurs. Le club se structure progressivement tout comme l’école de rugby qui se développe rapidement. Afin de donner un nouvel élan dynamique autour du club, Jacques Larrose et Arnaud Élissalde décident de créer un journal pour faire connaître le Stade rochelais et le rugby. C’est ainsi qu’est né, en septembre 1958, le Allez Stade.
À partir de 1961, le Stade rochelais accède de manière quasi systématique aux seizièmes de finale du championnat de France et dispute trois quarts de finale perdus contre Dax en 1961, 1962 et 1969.
En 1970, le Stade rochelais est présent dans toutes les phases finales (équipes première, réserve, juniors A, juniors B et cadets). Lors de la décennie, les équipes jeunes montent en puissance en accédant régulièrement aux phases finales. Le Stade rochelais accroît sa réputation dans le paysage du rugby français.
En 1973, la formule du championnat de France est redéfinie et composée de deux groupes de 32 clubs chacun. Le Stade rochelais fait partie du groupe A (première division). Il y restera jusqu'en 1985 avant d'être relégué dans le groupe B.

### La Rochelle ne rate pas le virage du rugby professionnel (1997 - 2006)
Vincent Merling, ancien joueur du Stade rochelais, devient président du club en 1991.
C’est à partir de 1997 et l’avènement du professionnalisme que l’histoire récente du club se dessine. En effet, dès cette année le Stade rochelais accède à l’élite professionnelle. La SAOS « Atlantique Stade rochelais » est créée, dont l’association Stade rochelais reste l’actionnaire majoritaire avec 98% des parts.

#### Double vainqueur de la coupe de la Ligue (2002 et 2003)
Les Espoirs sont champions de France en 2002 et l’équipe première est demi-finaliste de la coupe de France en 2000.
Le club fait partie du Top 16 pour la saison 2001-2002, et le Stade rochelais remporte alors son premier trophée avec une coupe de la Ligue en 2002 (23 - 19 face au Biarritz olympique) avant d’être relégué en Pro D2 au terme de la saison.
L'année suivante alors qu'il n'évolue plus en élite, le Stade rochelais réussit l'exploit de remporter une seconde coupe de la Ligue d'affilié en 2003 (22 - 20 face au CS Bourgoin-Jallieu).

### L'expérience de la Pro D2 (2006 - 2014)

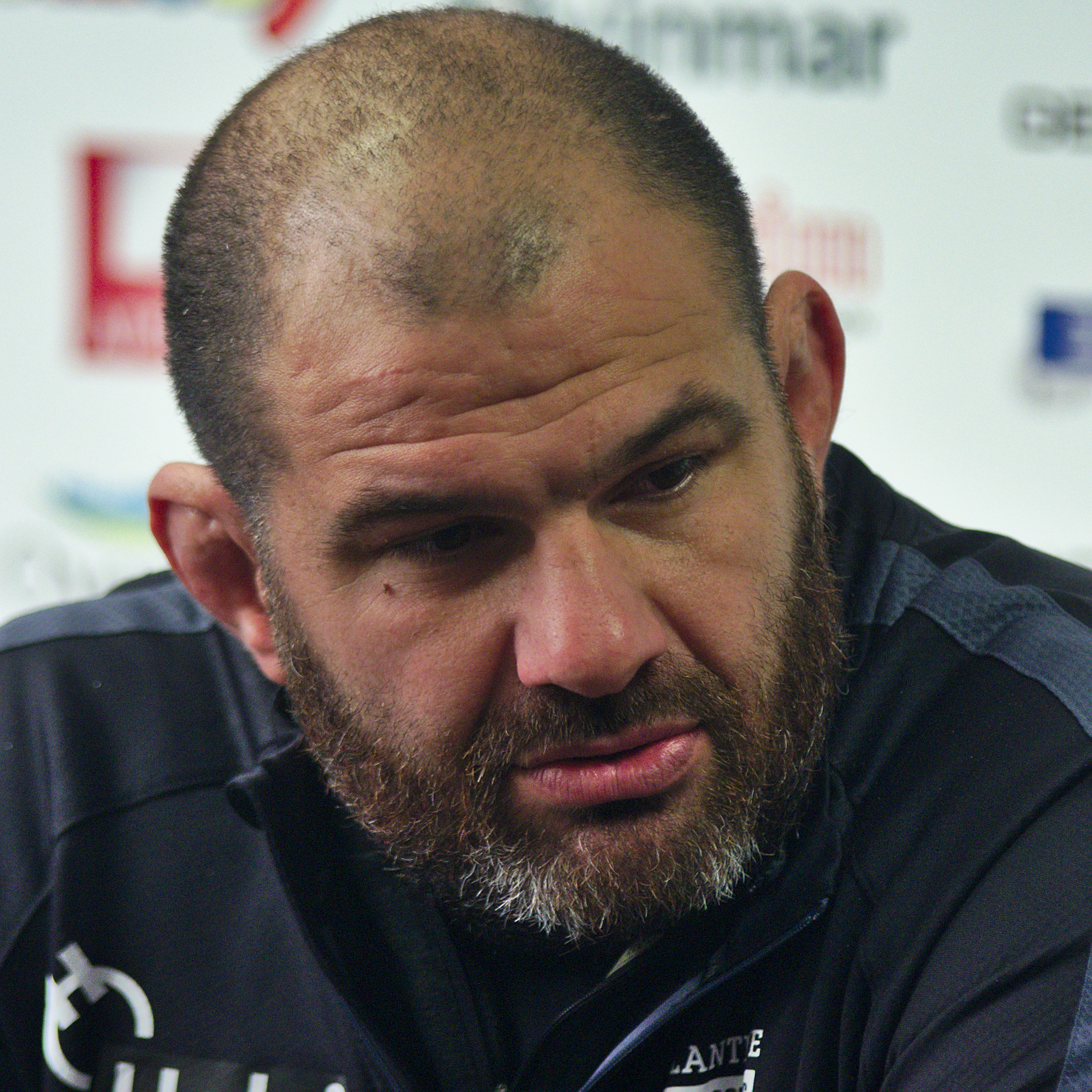
Patrice Collazo, entraîneur principal de l'ASR, en novembre 2014

Depuis la saison 2006-2007, La Rochelle est systématiquement en phase finale du championnat de Pro D2. Finaliste en 2007, demi-finaliste en 2008 et 2009, c’est en 2010 que La Rochelle réussit son pari : en battant Lyon en finale 32 à 26, le club accède au Top 14. C’est aussi la période d’un nouveau record : du 18 novembre 2006 au 4 mai 2008 le stade Marcel-Deflandre voit 22 victoires d’affilée. Enfin, le club a disputé trois boucliers européens en 1997, 2000 et 2001. À l'issue de la saison 2010-2011 en Top 14, le club maritime est rétrogradé en Pro D2 avec la ferme intention de retrouver l'élite et de se donner les moyens de s'y maintenir : Vincent Merling, président du club recrute deux jeunes entraîneurs : Patrice Collazo et Fabrice Ribeyrolles et lance un plan d'action baptisé « Grandir ensemble 2015 » qui vise à développer le club tant sur le plan sportif que structurel.

### La remontée en Top 14 et le maintien (2014 - 2016)
La remontée en Top 14 est assurée le 25 mai 2014, par la victoire du club en finale d'accession à Bordeaux (stade Chaban-Delmas), lors de laquelle le Stade rochelais bat le SU Agen sur le score de 31 à 22. Les « jaune et noir » rejoignent ainsi le Lyon OU, qui avait assuré sa montée directe en remportant le championnat de Pro D2 à l'issue de la saison régulière.
En juin 2014, Xavier Garbajosa intègre le club et devient entraîneur adjoint chargé des techniques individuelles (skills). Le 22 septembre, Fabrice Ribeyrolles quitte le staff d'entraîneurs puis le club. Xavier Garbajosa prend alors les fonctions d'entraîneur des lignes arrière.
Le 16 mai 2015, à l'issue d'un match nul concédé à domicile contre le Racing 92 (18-18), le maintien en Top 14 pour la saison 2014-2015 est mathématiquement assuré, un match avant la fin de la saison régulière.
Le 27 juin 2016, le club dévoile son nouveau plan de développement sur quatre ans, « Écrire notre histoire 2020 », ainsi que son changement d'identité : le nom du club est ainsi simplifié en abandonnant le préfixe « Atlantique », retournant ainsi à son nom original, alors qu'un nouveau logo est adopté, au design plus moderne.

### Les ambitions du club sur la scène nationale et continentale (2016 - 2021)
|                                                                                          |  |  |
| Pierre Bourgarit et Grégory Alldritt arrivent ensemble en provenance du FC Auch en 2017. |  |  |

#### Demi-finaliste du Top 14 contre Toulon (2016 - 2017)
Au cours de la saison de Top 14 2016-2017 le Stade rochelais fait une forte sensation en terminant leader du Top 14 lors de la phase régulière. Le XV maritime crée même l'exploit d'égaler le record d'invincibilité sur une série de onze matchs (10 victoires, 1 nul). L'équipe se qualifie directement en demi-finale du Top 14 pour la première fois de son histoire. La saison se termine au stade Vélodrome le 26 mai 2017 par une défaite en demi-finale face au Rugby club toulonnais sur le score de 15 à 18.
En 2018, le club de basket-ball Rupella basket 17 fusionne avec le Stade rochelais. La section basket-ball devient Stade rochelais Rupella.

#### Demi-finaliste du Top 14 et finaliste du Challenge européen (2018 - 2019)
Cinquième de la phase régulière de la saison de Top 14, les Rochelais éliminent le Racing 92 en quart de finale puis s'inclinent en demi-finale à Bordeaux au Matmut Atlantique contre Toulouse sur le score de 20 à 6. Sur la scène européenne, ils perdent à Newcastle en finale du challenge européen contre l'ASM Clermont Auvergne sur la marque de 36 à 16.

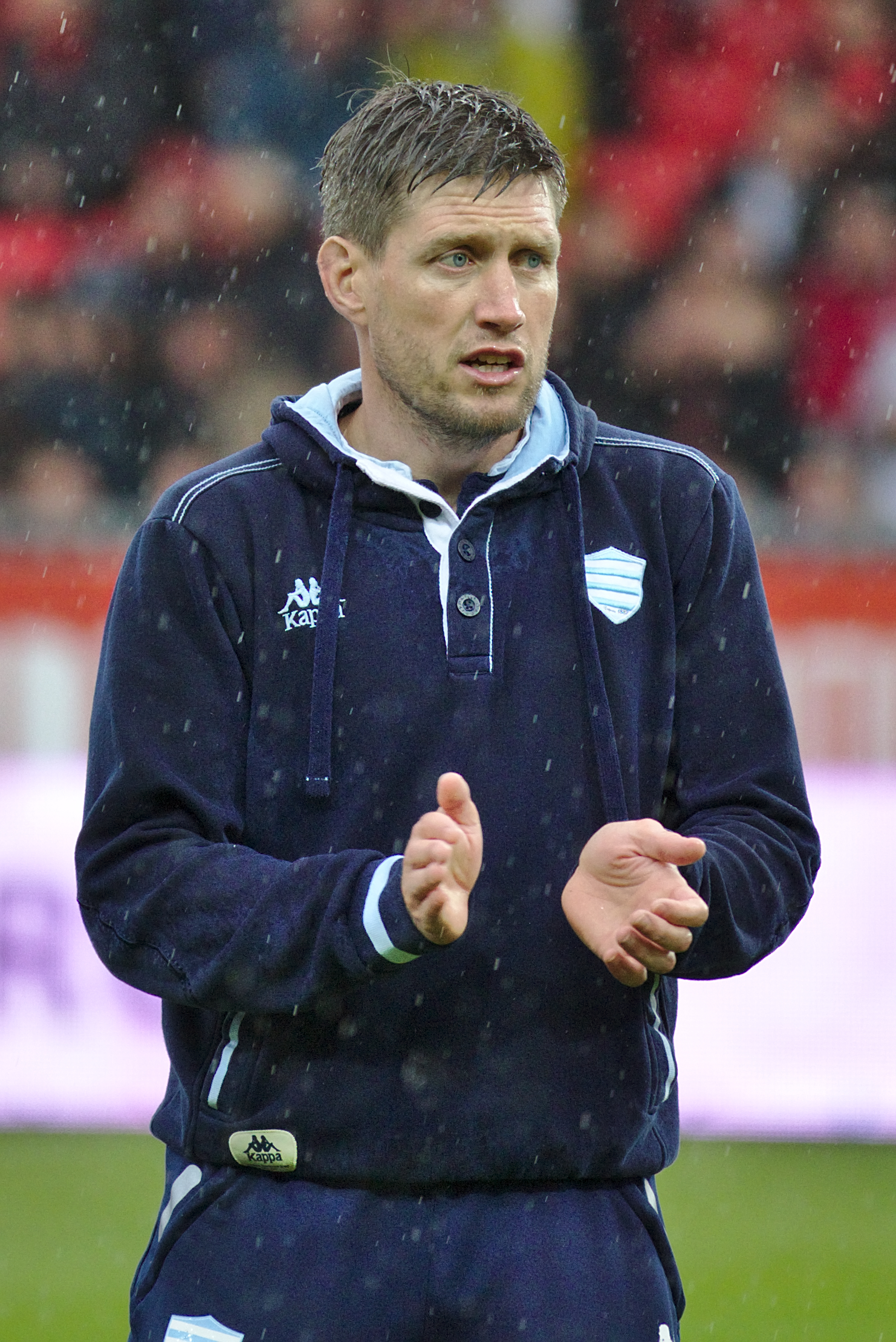
L'ouvreur irlandais Ronan O'Gara arrivé au club en 2019 et prend les commandes de l'équipe première en juillet 2021 à la suite du départ de Jono Gibbes.

#### Saison inachevée à cause du coronavirus (2019 - 2020)
Après la saison 2019-2020 qui a vu l'arrivée de Ronan O'Gara en tant qu'entraîneur en chef et de Robert Mohr en tant que coordinateur sportif du club, la saison 2020-2021, marque le changement du projet de jeu. L'organisation comme le staff se réorganisent pour avoir plus de transversalité entre les catégories de joueurs. Ainsi, davantage d'espoirs vont intégrer l'équipe première pour les entraînements. Le but est de faire émerger de nouveaux joueurs pour les matchs de la compétition et également de compenser un recrutement moins étoffé en raison de la crise de la Covid-19. Les entraîneurs de l'équipe espoirs (Sébastien Boboul et Romain Carmignani) vont intégrer le staff de l'équipe première en tant qu'adjoint. Le directeur sportif, Jono Gibbes intégrera davantage les entraînements et sera responsable des avants avec le soutien de Romain Carmignani. Davit Zirakashvili sera consultant pour le secteur de la mêlée. Les arrières seront sous la charge de l'entraîneur en chef Ronan O'Gara aidé par Sébastien Boboul. Grégory Patat sera chargé de maintenir tous les joueurs qui ne jouent pas le week-end à leur meilleur niveau, de continuer à les faire progresser.

#### Vice-champion d'Europe et de France 2021
En Coupe d'Europe 2020-2021, le Stade rochelais de Jono Gibbes et Ronan O'Gara élimine les Anglais de Sale (45-21). Les Maritimes se qualifient pour la première fois de leur histoire en demi-finale de la Coupe d'Europe en 2021. Les Rochelais affrontent le 2 mai, les Irlandais du Leinster et se qualifient à leurs dépens sur le score de 32 à 23. En finale au stade de Twickenham de Londres, ils s’inclinent face au Stade toulousain sur le score de 17 à 22 devant 10 000 spectateurs.
Les Rochelais éliminent, en demi-finale du championnat de France Top 14, le Racing 92 (19-6) à Lille. Au Stade de France, à Saint-Denis, les Maritimes s'inclinent contre le Stade toulousain champion d'Europe sur le score de 8 à 18 en finale du Top 14.

### Les premiers trophées (2021 - 2023)

#### Double vainqueur de la Coupe d'Europe 2022 et de la Champions Cup 2023
En Coupe d'Europe 2021-2022, les Rochelais éliminent l'Union Bordeaux Bègles en huitième de finale après deux victoires (aller 13-31, retour 31-23). Les Maritimes écartent en quart de finale le Montpellier HR (31-19) puis le Racing 92 (20-13) en demi-finale.
Pour la deuxième année consécutive, le Stade rochelais est en finale cette fois-ci contre les Irlandais du Leinster quadruple champion d'Europe et vainqueur du Stade toulousain tenant du titre. Le 28 mai 2022, le Stade rochelais devient champion d'Europe en battant les Irlandais (24-21) au stade Vélodrome de Marseille.
Équipe championne d'Europe 2022 :
1. Dany Priso  2. Pierre Bourgarit puis Facundo Bosch 3. Uini Atonio puis Joel Sclavi 

4. Thomas Lavault puis Romain Sazy 5. Will Skelton 

6. Wiaan Liebenberg puis Reda Wardi 8. Grégory Alldritt  7. Matthias Haddad puis Rémi Bourdeau 

9. Thomas Berjon puis Arthur Retière 10. Ihaia West 

11. Raymond Rhule 12. Jonathan Danty puis Levani Botia 13. Jérémy Sinzelle 14. Dillyn Leyds puis Jules Favre 

15. Brice Dulin 

Cette saison de Top 14 est marquée par la qualification du club pour la phase finale du championnat de France. Après une saison en dents de scie, La Rochelle obtient son ticket lors de la dernière journée (26e) en battant le Lyon OU à Gerland. Grâce à cette victoire, le Stade rochelais termine 5e de la phase régulière du Top 14.
Le barrage pour la qualification en demi-finale a lieu une semaine plus tard, le 11 juin au stade Ernest-Wallon contre le Stade toulousain. Ces derniers gagnent pour la 7e fois consécutive contre les Maritimes sur le score de 33 à 28.
La saison 2021-2022 du Stade rochelais s'arrête donc en barrage du Top 14.
La saison suivante, le Stade rochelais est en finale de Champions Cup pour la troisième année consécutive et pour la deuxième fois, les Rochelais affrontent les Irlandais du Leinster, cette fois-ci à Dublin en Irlande. En demi-finale, La Rochelle, tenante du titre, élimine les Exeter Chiefs (47-28).
En Champions Cup 2022-2023, le Stade rochelais conserve son titre de champion en battant le Leinster (27-26) le 20 mai 2023 à l'Aviva Stadium de Dublin devant 51 700 spectateurs et devant plus de 40 000 personnes présentes sur le Vieux-Port de La Rochelle.
Équipe vainqueur de la Champions Cup en 2023 :
1. Reda Wardi puis Joel Sclavi  2. Pierre Bourgarit puis Quentin Lespiaucq-Brettes 3. Uini Atonio puis Georges-Henri Colombe 

4. Romain Sazy puis Thomas Lavault 5. Will Skelton 

6. Paul Boudehent puis Ultan Dillane 8. Grégory Alldritt  7. Levani Botia puis Rémi Bourdeau 

9. Tawera Kerr-Barlow 10. Antoine Hastoy 

11. Raymond Rhule 12. Jonathan Danty 13. Ulupano Seuteni 14. Dillyn Leyds 

15. Brice Dulin 

#### Vice-champion de France 2023
Après la phase régulière, La Rochelle termine deuxième du championnat et est ainsi directement qualifiée pour la demi-finale de Top 14. Celle-ci se déroule à San Sebastián en Espagne à la Reale Arena face à l'Union Bordeaux-Bègles dans un match où les Rochelais se hissent en finale du Top 14 après l'avoir emporté sur le score de 24 à 13. En finale, les Maritimes retrouvent le Stade toulousain. Le Stade Rochelais s'incline à la dernière minute sur le score de 29 à 26 dans un match indécis.‌
‌

## Palmarès
Le tableau suivant récapitule les performances du Stade rochelais dans les diverses compétitions françaises et européennes.
| Compétitions internationales                                                                                               | Compétitions nationales |
| --- | --- |
| Coupe d'Europe/Champions Cup - Vainqueur (2) : 2022, 2023 - Finaliste (1) : 2021 Challenge européen - Finaliste (1) : 2019 | Championnat de France de première division - Vice-champion (2) : 2021, 2023 Championnat de France de deuxième division - Vice-champion (2) : 2010, 2014 |
| Compétitions nationales disparues                                                                                          | Compétitions de jeunes |
| Coupe de la Ligue - Vainqueur (2) : 2002, 2003 Challenge de l'Espérance - Finaliste (2) : 1962, 1971                       | Championnat de France espoirs - Champion (1) : 2002 - Vice-champion (2) : 2012 (niveau 2), 2018 (Élite) Championnat de France espoirs de rugby à sept - Champion (4) : 2011, 2012, 2013, 2018 Coupe Frantz-Reichel - Vainqueur (2) : 1971, 1974 Coupe René Crabos - Vainqueur (1) : 1973 Championnat de France minimes - Champion (1) : 2005 Championnat d'Aquitaine cadets (coupe Pierre Alamercery) - Champion (1) : 2006 |

## Historique des saisons
| Saison    | Championnats de France | Championnats de France      | Championnats de France             | Championnats de France      | Compétitions de l'EPCR     | Compétitions de l'EPCR     | Compétitions de l'EPCR  |
| Saison    | Division               | Classement saison régulière | Classement phase finale            | Supersevens                 | Division                   | Classement phase de groupe | Classement phase finale |
| --------- | ---------------------- | --------------------------- | ---------------------------------- | --------------------------- | -------------------------- | -------------------------- | ----------------------- |
| 2025-2026 | Top 14                 |                             |                                    |                             | Champions Cup              | (groupe de 6 équipes)      |                         |
| 2024-2025 | Top 14                 | 7e                          | -                                  | Étapes qualificatives (10e) | Champions Cup              | 2e (groupe de 6 équipes)   | 8e de finale            |
| 2023-2024 | Top 14                 | 5e                          | Demi-finale                        | Étapes qualificatives (11e) | Champions Cup              | 3e (groupe de 6 équipes)   | Quart de finale         |
| 2022-2023 | Top 14                 | 2e                          | Finale                             | Finale (8e)                 | Champions Cup              | 1re (groupe de 12 équipes) | Vainqueur               |
| 2021-2022 | Top 14                 | 5e                          | Barrages                           | Finale (8e)                 | Coupe d'Europe (ERCC1)     | 3e (groupe de 12 équipes)  | Vainqueur               |
| 2020-2021 | Top 14                 | 2e                          | Finale                             | Annulé                      | Coupe d'Europe (ERCC1)     | 4e (groupe de 12 équipes)  | Finale                  |
| 2019-2020 | Top 14                 | 5e (après 17 journées)      | Annulées                           | Quart de finale (6e)        | Coupe d'Europe (ERCC1)     | 3e                         | -                       |
| 2018-2019 | Top 14                 | 5e                          | Demi-finale                        |                             | Challenge européen (ERCC2) | 1er                        | Finale                  |
| 2017-2018 | Top 14                 | 7e                          | -                                  | Coupe d'Europe (ERCC1)      | 1er                        | Quart de finale            |                         |
| 2016-2017 | Top 14                 | 1er                         | Demi-finale                        | Challenge européen (ERCC2)  | 2e                         | Demi-finale                |                         |
| 2015-2016 | Top 14                 | 9e                          | -                                  | Challenge européen (ERCC2)  | 3e                         | -                          |                         |
| 2014-2015 | Top 14                 | 9e                          | -                                  | Challenge européen (ERCC2)  | 4e                         | -                          |                         |
| 2013-2014 | Pro D2                 | 3e                          | Vainqueur de la finale d'accession |                             |                            |                            |                         |
| 2012-2013 | Pro D2                 | 4e                          | Demi-finale                        |                             |                            |                            |                         |
| 2011-2012 | Pro D2                 | 5e                          | Demi-finale                        |                             |                            |                            |                         |
| 2010-2011 | Top 14                 | 13e                         | Relégation                         | Challenge européen (ERCC2)  | 1er                        | Quart de finale            |                         |
| 2009-2010 | Pro D2                 | 3e                          | Vainqueur de la finale d'accession |                             |                            |                            |                         |
| 2008-2009 | Pro D2                 | 4e                          | Demi-finale                        |                             |                            |                            |                         |
| 2007-2008 | Pro D2                 | 5e                          | Demi-finale                        |                             |                            |                            |                         |
| 2006-2007 | Pro D2                 | 3e                          | Finale                             |                             |                            |                            |                         |
| 2005-2006 | Pro D2                 | 8e                          | -                                  |                             |                            |                            |                         |
| 2004-2005 | Pro D2                 | 13e                         | -                                  |                             |                            |                            |                         |
| 2003-2004 | Pro D2                 | 5e                          | -                                  |                             |                            |                            |                         |
| 2002-2003 | Pro D2                 | 7e                          | -                                  |                             |                            |                            |                         |
| 2001-2002 | Top 16                 | 7e                          | Relégation                         |                             |                            |                            |                         |
| 2000-2001 | Élite 1                | 7e                          | -                                  |                             |                            |                            |                         |
| 1999-2000 | Élite 1                | 7e                          | -                                  |                             |                            |                            |                         |
| 1998-1999 | Élite 1                | 8e                          | -                                  |                             |                            |                            |                         |
| 1997-1998 | Groupe A1              | 9e                          | -                                  |                             |                            |                            |                         |
| 1996-1997 | Groupe A2              | 2e de poule A2              | Tour de qualification              |                             |                            |                            |                         |
| 1995-1996 | Groupe A2              | 8e de poule A2              | Barrage de relégation              |                             |                            |                            |                         |

### Les finales du Stade rochelais

#### Compétitions de l'EPCR

##### Coupe d'Europe/Champions Cup
| Date        | Champion         | Score   | Finaliste       | Lieu                       | Spectateurs |
| ----------- | ---------------- | ------- | --------------- | -------------------------- | ----------- |
| 22 mai 2021 | Stade toulousain | 22 - 17 | Stade rochelais | Twickenham, Londres        | 10 000      |
| 28 mai 2022 | Stade rochelais  | 24 - 21 | Leinster        | Stade Vélodrome, Marseille | 59 600      |
| 20 mai 2023 | Stade rochelais  | 27 - 26 | Leinster        | Aviva Stadium, Dublin      | 51 700      |

##### Challenge européen
| Date        | Champion     | Score   | Finaliste       | Lieu                      | Spectateurs |
| ----------- | ------------ | ------- | --------------- | ------------------------- | ----------- |
| 10 mai 2019 | ASM Clermont | 36 – 16 | Stade rochelais | St James' Park, Newcastle | 28 438      |

#### Championnats de France

##### Top 14
| Date         | Champion         | Score  | Finaliste       | Lieu                         | Spectateurs |
| ------------ | ---------------- | ------ | --------------- | ---------------------------- | ----------- |
| 25 juin 2021 | Stade toulousain | 18 – 8 | Stade rochelais | Stade de France, Saint-Denis | 14 000      |
| 17 juin 2023 | Stade toulousain | 29– 26 | Stade rochelais | Stade de France, Saint-Denis | 79 800      |

##### Barrage d'accession en Top 14
| Date        | Vainqueur       | Score   | Finaliste | Lieu                          |
| ----------- | --------------- | ------- | --------- | ----------------------------- |
| 15 mai 2010 | Stade rochelais | 32 - 26 | Lyon OU   | Stade Amédée-Domenech, Brive  |
| 25 mai 2014 | Stade rochelais | 31 - 22 | SU Agen   | Stade Chaban-Delmas, Bordeaux |

#### Coupe de la Ligue
| Date         | Vainqueur       | Score   | Finaliste           | Lieu                                |
| ------------ | --------------- | ------- | ------------------- | ----------------------------------- |
| 23 mars 2002 | Stade rochelais | 23 - 19 | Biarritz olympique  | Stade Marcel-Deflandre, La Rochelle |
| 27 mars 2003 | Stade rochelais | 22 - 20 | CS Bourgoin-Jallieu | Stade Marcel-Deflandre, La Rochelle |

### Détail du palmarès des compétitions de jeunes
- Champion de France minimes (1) :
  - 2005
- Champion d'Aquitaine Cadets (coupe Pierre Alamercery) (1) :
  - 2006
- Champion de France Juniors B (coupe René Crabos) (1) :
  - 1973 : (bat l'AS Montferrand 29-17)
- Champion de France Juniors A (coupe Frantz Reichel) (2) :
  - 1971 : (match nul 6-6 avec Bages, les deux clubs déclarés co-champions)
  - 1974 : (bat Toulon 19-9)
- Champion de France espoirs à 7 (4) :
  - 2011 : (bat l'US Dax 26-24)[27]
  - 2012 : (bat le CA Brive 46-13)[28]
  - 2013 : (bat RC Massy 26-23)[29]
  - 2018 : (bat US Montauban 21-15) [30]
- Champion de France espoirs à 15 (1) :
  - Vice champion de France espoirs niveau 2 2011-2012 (battu par RC Narbonne 12-19)
  - Vice champion de France espoirs Élite 2018-2019 (battu par RC Toulon 14-26)

## Identité du club

### Couleurs
Selon l'historien du club Jean-Michel Blaizeau, à la suite de la création de l'équipe de rugby, des matchs étaient organisés avec le 123e régiment d'infanterie. Des ceintures de flanelle étaient alors utilisées pour distinguer les joueurs des deux équipes, jaunes pour les uns, et noires pour les autres. C'est donc tout naturellement que George Henry Jackson utilisa ces couleurs en 1902 lorsque le Stade Rochelais participa au championnat de l’Atlantique.

### Logo
Toujours selon Jean-Michel Blaizeau, c'est en 1961 qu'apparait le premier logo. Georges Gailleul, alors chargé de la création de ce dernier, dessina une caravelle, symbole de la ville de La Rochelle, jaune sur un fond noir,. Au début des années 2000 la mention « Atlantique » figure au-dessus de l'écusson ainsi que dans l'appellation du club. Cette mention finira par disparaitre en 2016 lorsque le projet « Ecrire notre histoire 2020 » est lancé. L'identité du club ainsi que le logo sont alors modernisés. À noter que depuis la victoire en champions cup en 2022 et 2023, le club arbore deux étoiles au dessus du logo sur ses maillots.

Évolution du logo
Ancien logo.
Logo dans les années 2000.
Logo de 2008 à 2016.
Logo depuis 2016.

### Musique
Les joueurs du Stade rochelais ont l’habitude d’entrer sur le terrain avec un remix de la bande originale du film Pirates des Caraïbes par Scotty[réf. nécessaire].
Plus récemment une autre musique est utilisée, la chanson Santiano du chanteur Hugues Aufray[réf. nécessaire].

## Popularité

### Supporters
Parmi les clubs de supporteurs, on retrouve notamment :
- Agir avec le XV Rochelais ;
- le Club des Bagnards Rochelais ;
- le Club des Supporters.

### Affluence au stade
Depuis la saison 2016-2017[réf. nécessaire], le Stade rochelais est le club du championnat avec le meilleur taux de remplissage, à 100%.
À ce jour, le Stade Marcel-Deflandre affiche une série de 100 guichets fermés consécutifs en janvier 2025. Établissant ainsi le record de matchs joués à guichets fermés par un club.
| Saison               | Division | Matchs | Moyenne | Global  |
| -------------------- | -------- | ------ | ------- | ------- |
| 2024-2025            | Top 14   | 13     | 16 700  | 217 100 |
| 2023-2024            | Top 14   | 13     | 16 700  | 217 100 |
| 2022-2023            | Top 14   | 13     | 16 000  | 208 000 |
| 2021-2022 (Covid-19) | Top 14   | 13     | 15 154  | 197 000 |
| 2020-2021 (Covid-19) | Top 14   | 1      | 1 000   | 1 000   |
| 2019-2020            | Top 14   | 8      | 16 000  | 128 000 |
| 2018-2019            | Top 14   | 13     | 16 000  | 208 000 |
| 2017-2018            | Top 14   | 13     | 16 000  | 208 000 |
| 2016-2017            | Top 14   | 13     | 15 000  | 195 000 |
| 2015-2016            | Top 14   | 13     | 14 921  | 193 973 |
| 2014-2015            | Top 14   | 13     | 14 541  | 189 035 |
| 2013-2014            | Pro D2   | 15     | 10 383  | 155 740 |
| 2012-2013            | Pro D2   | 15     | 10 357  | 155 357 |
| 2011-2012            | Pro D2   | 15     | 10 571  | 158 572 |
| 2010-2011            | Top 14   | 13     | 11 975  | 155 680 |

## Structures du club

### Stade
Il y a 90 ans, le 19 septembre 1926, le Parc des sports de Port-Neuf et futur stade Marcel-Deflandre devenait le terrain de jeu officiel des jaune et noir.
Depuis le 23 mars 1947, le stade porte le nom de Marcel Deflandre, président du club au moment de la fusion entre les clubs de rugby à XIII et à XV de la ville, imposée par le régime de Pétain. Résistant, il fut arrêté et fusillé par la Gestapo en janvier 1944 à Bordeaux.
Le 16 mars 1963 : Inauguration de la grande tribune, des vestiaires et du terrain annexe.
En septembre 1972 : construction de la seconde tribune (3000 places).
Le 21 septembre 2002 : Inauguration de la nouvelle tribune Atlantique (2990 places).
Le stade fut rénové pendant la saison 2009-2010, lorsque le Stade rochelais évoluait en Pro D2. Les travaux de la tribune Port Neuf (5529 places) se sont achevés pour la demi-finale face à Oyonnax début mai 2010. C'est lors de la réception de Toulon le 1er septembre 2010 que le stade était pour la première fois comble : près de 12 300 personnes étaient alors présentes dans l'enceinte. La saison 2010-2011 en Top 14 a compté 11 rencontres à guichets fermés à Marcel-Deflandre. Par la suite, la capacité fut portée à plus de 15 000 places avec l'agrandissement des tribunes nord et sud situées derrière les poteaux des buts.
Le 3 octobre 2014 : Inauguration de la nouvelle tribune Jackson (2609 places).
Le 9 septembre 2017 : Inauguration de la nouvelle tribune Apivia (3859 places) et date de la première fois où le stade Marcel-Deflandre accueillait 16000 personnes. À l'intersaison, la capacité de l'enceinte avait été augmentée de 1000 places grâce à l'agrandissement de la tribune qui avait été, par la même occasion, couverte et dotée d'une loge panoramique collective. Ces travaux ont été permis grâce au soutien financier de la région Nouvelle-Aquitaine, du Conseil départemental de la Charente-Maritime et de la ville de La Rochelle. Ce jour-là, les jaune et noir se sont imposés face aux champions de France en titre, les Clermontois, sur le score de 51 à 20.

### Centre d’entraînement
Dans le cadre de son programme de développement « Écrire notre histoire 2020 » le Stade rochelais s'est doté d'un centre d'entraînement pour ses équipes, il ouvre en 2017 et est baptisé Apivia Parc centre de performance. Il est composé d’un centre d’entraînement professionnel, d’un centre de formation et d’un centre d’entraînement des équipes. Le centre de performance est renommé Macif Parc à partir de 2024.
Il a été construit sur la plaine des jeux Colette Besson dans le quartier Port-Neuf à La Rochelle pour un investissement de 7 M d'€. Les 4 000 m2 de locaux et les 3 000 m2 de terrain synthétique couvert offrent un espace de travail et de vie pour tous les salariés du club (les joueurs, le staff, l'administration, etc.).

### Centre de formation
Le centre de formation du Stade rochelais a été construit en 1995, dans l'optique de pouvoir former les meilleurs jeunes pour les intégrer dans l'équipe première.
Le centre est classé en catégorie 1, c'est-à-dire, parmi les meilleurs centres de formation de France.

## Équipe première

### Effectif 2025-2026
| Nom                       | Naissance          | Nationalité sportive | Sélections (points) | Dernier club          | Arrivée au club |
| Talonneurs                | Talonneurs         | Talonneurs           | Talonneurs          | Talonneurs            | Talonneurs      |
| ------------------------- | ------------------ | -------------------- | ------------------- | --------------------- | --------------- |
| Pierre Bourgarit          | 12 septembre 1997  | France               | 17 (5)              | FC Auch               | 2017            |
| Gabin Garault*            | 26 juin 2006       | France               | -                   | Formé au club         | 2021            |
| Tolu Latu                 | 23 février 1993    | Australie            | 22 (20)             | Montpellier HR        | 2023            |
| Quentin Lespiaucq-Brettes | 16 février 1995    | France               | -                   | Section paloise       | 2022            |
| Nikolozi Sutidze          | 1er septembre 2003 | Géorgie              | -                   | Formé au club         | 2021            |
| Piliers                   |                    |                      |                     |                       |                 |
| Uini Atonio               | 26 mars 1990       | France               | 68 (10)             | Counties Manukau      | 2011            |
| Gael Galván*              | 11 février 2005    | Argentine            | -                   | Pampas XV             | 2025            |
| Alexandre Kaddouri*       | 12 décembre 2003   | France               | -                   | Formé au club         | 2024            |
| Aleksandre Kuntelia       | 26 juin 2002       | Géorgie              | 7 (5)               | Formé au club         | 2022            |
| Louis Penverne            | 22 février 2003    | France               | -                   | Formé au club         | 2022            |
| Joel Sclavi               | 25 juin 1994       | Argentine            | 29 (20)             | Jaguares XV           | 2021            |
| Karl Sorin*               | 7 août 2003        | France               | -                   | Formé au club         | 2018            |
| Reda Wardi                | 2 août 1995        | France               | 17 (0)              | AS Béziers            | 2019            |
| Deuxièmes lignes          |                    |                      |                     |                       |                 |
| Ultan Dillane             | 9 novembre 1993    | Irlande              | 19 (5)              | Connacht              | 2022            |
| Kane Douglas              | 1er juin 1989      | Australie            | 31 (0)              | Union Bordeaux Bègles | 2024            |
| Simon Huchet*             | 7 avril 2004       | France               | -                   | Formé au club         | 2018            |
| Charles Kante Samba*      | 8 février 2005     | France               | -                   | Formé au club         | 2021            |
| Thomas Lavault            | 3 mai 1999         | France               | 2 (0)               | Formé au club         | 2019            |
| Will Skelton              | 3 mai 1992         | Australie            | 35 (10)             | Saracens              | 2020            |
| Troisièmes lignes aile    |                    |                      |                     |                       |                 |
| Lucas Andjisseramatchi*   | 12 avril 2006      | France               | -                   | RC Massy              | 2024            |
| Levani Botia              | 14 mars 1989       | Fidji                | 31 (35)             | Namosi                | 2014            |
| Paul Boudehent            | 21 novembre 1999   | France               | 19 (25)             | Formé au club         | 2018            |
| Judicaël Cancoriet        | 25 avril 1996      | France               | 5 (0)               | ASM Clermont          | 2023            |
| Matthias Haddad           | 10 mars 2001       | France               | -                   | Formé au club         | 2020            |
| Oscar Jégou               | 31 mai 2003        | France               | 6 (5)               | Formé au club         | 2023            |
| Édouard Richer*           | 17 avril 2004      | France               | -                   | Formé au club         | 2024            |
| Troisièmes lignes centre  |                    |                      |                     |                       |                 |
| Grégory Alldritt          | 23 mars 1997       | France               | 56 (30)             | FC Auch               | 2017            |
| Demis de mêlée            |                    |                      |                     |                       |                 |
| Thomas Berjon             | 12 avril 1998      | France               | -                   | Formé au club         | 2018            |
| Temanatua Boichot*        | 19 mars 2006       | France               | -                   | Formé au club         | 2015            |
| Nolhann Couillaud*        | 8 décembre 2006    | France               | -                   | Formé au club         | 2017            |
| Nolann Le Garrec          | 14 mai 2002        | France               | 13 (41)             | Racing 92             | 2025            |
| Demis d'ouverture         |                    |                      |                     |                       |                 |
| Antoine Hastoy            | 4 juin 1997        | France               | 10 (31)             | Section paloise       | 2022            |
| Diego Jurd*               | 21 août 2006       | France               | -                   | Formé au club         | 2011            |
| Ihaia West                | 16 janvier 1992    | Nouvelle-Zélande     | -                   | RC Toulon             | 2023            |
| Centres                   |                    |                      |                     |                       |                 |
| Semi Lagivala             | 4 juin 2003        | Fidji                | -                   | Stade montois         | 2025            |
| Jonathan Danty            | 7 octobre 1992     | France               | 29 (30)             | Stade français Paris  | 2021            |
| Simeli Daunivucu*         | 12 février 2005    | France               | -                   | Formé au club         | 2023            |
| Jules Favre               | 22 mars 1999       | France               | -                   | Formé au club         | 2018            |
| Ulupano Seuteni           | 9 décembre 1993    | Samoa                | 13 (21)             | Union Bordeaux Bègles | 2022            |
| Ailiers                   |                    |                      |                     |                       |                 |
| Nathan Bollengier*        | 18 janvier 2004    | France               | -                   | Formé au club         | 2023            |
| Hoani Bosmorin*           | 27 décembre 2004   | France               | -                   | Formé au club         | 2023            |
| Dillyn Leyds              | 12 septembre 1992  | Afrique du Sud       | 10 (5)              | Stormers              | 2020            |
| Jack Nowell               | 11 avril 1993      | Angleterre           | 46 (70)             | Exeter Chiefs         | 2023            |
| Suliasi Vunivalu          | 27 novembre 1995   | Australie            | 7 (10)              | Queensland Reds       | 2024            |
| Arrières                  |                    |                      |                     |                       |                 |
| Davit Niniashvili         | 14 juillet 2002    | Géorgie              | 42 (109)            | Lyon OU               | 2025            |
| Ugo Pacome                | 1er mai 2005       | France               | -                   | Colomiers Rugby       | 2025            |

* =  Joueurs du Centre de Formation intégrés à l'effectif professionnel.

### Staff sportif
| Période             | Directeur sportif                                       | Manager                                                   | Entraîneur(s) | Adjoint(s) | Titre(s)                               |
| ------------------- | ------------------------------------------------------- | --------------------------------------------------------- | --- | --- | -------------------------------------- |
| 1988 - 1993         |                                                         |                                                           | Jean-Pierre Élissalde | |                                        |
| Janvier 1994 - 1999 | Jean-Pierre Élissalde                                   |                                                           | | |                                        |
| 1999 - Février 2003 | Jean-Pierre Élissalde                                   | Frédéric Uthurry (arrières)                               | Coupe de la Ligue 2002 | |                                        |
| Février 2003 - 2004 | Ronald White (avants) Frédéric Uthurry (arrières)       |                                                           | Coupe de la Ligue 2003 | |                                        |
| 2004 - 2007         | Serge Milhas                                            | Frédéric Uthurry (arrières)                               | | |                                        |
| 2007 - 2011         | Serge Milhas                                            | David Darricarrère (arrières)                             | | |                                        |
| 2011 - 2012         | Patrice Collazo (avants) Fabrice Ribeyrolles (arrières) |                                                           | | |                                        |
| 2012 - 2014         | Patrice Collazo (avants) Fabrice Ribeyrolles (arrières) | Akvsenti Giorgadze (conquête)                             | | |                                        |
| 2014 - 09/2014      | Patrice Collazo                                         |                                                           | Fabrice Ribeyrolles (arrières) Xavier Garbajosa (skills) Akvsenti Giorgadze (conquête)                                                           | |                                        |
| 09/2014 - 07/2018   | Patrice Collazo                                         | Xavier Garbajosa (arrières) Akvsenti Giorgadze (conquête) | | |                                        |
| 07/2018 - 11/2018   |                                                         | Xavier Garbajosa (arrières) Grégory Patat (avants)        | Akvsenti Giorgadze (conquête) | |                                        |
| 11/2018 - 07/2019   | Jono Gibbes                                             | Jono Gibbes                                               | Akvsenti Giorgadze (conquête) | |                                        |
| 07/2019 - 07/2020   | Jono Gibbes                                             | Jono Gibbes                                               | Ronan O'Gara (arrières) | Grégory Patat (avants) Akvsenti Giorgadze (conquête)                                                                      |                                        |
| 07/2020 - 07/2021   | Jono Gibbes (avants)                                    | Jono Gibbes (avants)                                      | Ronan O'Gara (arrières) | Grégory Patat (coordination) Sébastien Boboul (arrières) Romain Carmignani (avants) Davit Zirakashvili (consultant mêlée) |                                        |
| 07/2021 - 07/2023   | Robert Mohr                                             | Ronan O'Gara                                              | Sébastien Boboul (arrières) Romain Carmignani (avants) Donnacha Ryan (avants)                                                                    | Gurthrö Steenkamp (mêlée)                                                                                                 | Coupe d'Europe 2022 Champions Cup 2023 |
| 07/2023 - 07/2025   | Robert Mohr                                             | Ronan O'Gara                                              | Sébastien Boboul (attaque) Romain Carmignani (avants/défense) Donnacha Ryan (avants) Gurthrö Steenkamp (mêlée/1ères ligne) Rémi Tales (arrières) | Sean Dougall (attitude au contact) Kevin Gourdon (analyse technique personnalisée)                                        |                                        |
| À partir de 07/2025 |                                                         | Ronan O'Gara                                              | Sébastien Boboul (attaque) Romain Carmignani (défense) Donnacha Ryan (avants) Rémi Tales (arrières)                                              | Uini Atonio (mêlée) Sean Dougall (attitude au contact) Romain Sazy (préparation stratégique des matches)                  |                                        |

## Équipe des espoirs
La catégorie espoirs est réservée aux jeunes âgés de 18 à 22 ans (nés entre 2003 et 2007 pour la saison 2025-2026). En première ligne, les joueurs doivent obligatoirement avoir moins de 25 ans. Certains espoirs sont "pensionnaires" du vestiaire professionnel pour l'ensemble de la saison (ils sont notés (*) le tableau de l'équipe première).

### Effectif 2025-2026
| Poste            | Nom                    | Intégré à l'effectif professionnel |
| ---------------- | ---------------------- | ---------------------------------- |
| Pilier           | Mathis Clavier         | -                                  |
| Pilier           | Antonin Epaud          | -                                  |
| Pilier           | Upaleto Feao           | -                                  |
| Pilier           | Gael Galván            | ✔️                                 |
| Pilier           | Alexandre Kaddouri     | ✔️                                 |
| Pilier           | Christian Luaki        | -                                  |
| Pilier           | Toine Obiang Nguema    | -                                  |
| Pilier           | Karl Sorin             | ✔️                                 |
| Talonneur        | Romain Albinet         | -                                  |
| Talonneur        | Gabin Garault          | ✔️                                 |
| Deuxième ligne   | Robin Garnier          | -                                  |
| Deuxième ligne   | Simon Huchet           | ✔️                                 |
| Deuxième ligne   | Charles Kante-Samba    | ✔️                                 |
| Deuxième ligne   | Ybann Padonou          | -                                  |
| Troisième ligne  | Lucas Andjisseramatchi | ✔️                                 |
| Troisième ligne  | Oscar Bouttez          | -                                  |
| Troisième ligne  | Hugo Marchais          | -                                  |
| Troisième ligne  | Édouard Richer         | ✔️                                 |
| Troisième ligne  | Kelyan Takosi          | -                                  |
| Demi de mêlée    | Temanatua Boichot      | ✔️                                 |
| Demi de mêlée    | Nolhann Couillaud      | ✔️                                 |
| Demi d'ouverture | Diego Jurd             | ✔️                                 |
| Centre           | Simeli Daunivicu       | ✔️                                 |
| Centre           | Peni Torau Vuetimaiwai | -                                  |
| Ailier           | Pierre Berthelot       | -                                  |
| Ailier           | Nathan Bollengier      | ✔️                                 |
| Ailier           | Hoani Bosmorin         | ✔️                                 |
| Ailier           | Jurguen Kamoto         | -                                  |
| Arrière          | Martin Betsen          | -                                  |
| Arrière          | Hugo Bizotto           | -                                  |
| Arrière          | Maxime Thomas          | -                                  |

### Staff sportif
| Période             | Directeur sportif                                                          | Manager                     | Entraîneur(s)                 | Adjoint                         |
| ------------------- | -------------------------------------------------------------------------- | --------------------------- | ----------------------------- | ------------------------------- |
| 2012 - 2014         |                                                                            |                             | Laurent Albinet               | Sébastien Boboul (arrières)     |
| 2014 - 2016         | Poste de manager général occupé par Patrice Collazo                        |                             | Laurent Albinet               | Sébastien Boboul (arrières)     |
| 2016 - 07/2018      | Poste de manager général occupé par Patrice Collazo                        | Grégory Patat (avants)      |                               | Sébastien Boboul (arrières)     |
| 07/2018 - 11/2018   |                                                                            | Sébastien Boboul (arrières) | Romain Carmignani (avants)    |                                 |
| 11/2018 - 07/2021   | Jono Gibbes                                                                | Sébastien Boboul (arrières) | Romain Carmignani (avants)    |                                 |
| 07/2021 - 07/2023   | Robert Mohr                                                                | Sébastien Morel (arrières)  | Gurthrö Steenkamp (avants)    |                                 |
| 07/2023 - 07/2024   | Robert Mohr                                                                | Sébastien Morel (arrières)  | Romain Sazy (avants)          | Gurthrö Steenkamp (1ères ligne) |
| 07/2024 - 07/2025   | Robert Mohr                                                                |                             | Baptiste Gatuingt Romain Sazy |                                 |
| À partir de 07/2025 | Robert Mohr (Manager de la formation et de la planification des effectifs) | Baptiste Gatuingt           | Sean Dougall (avants/défense) |                                 |

## Personnalités

### Joueurs emblématiques

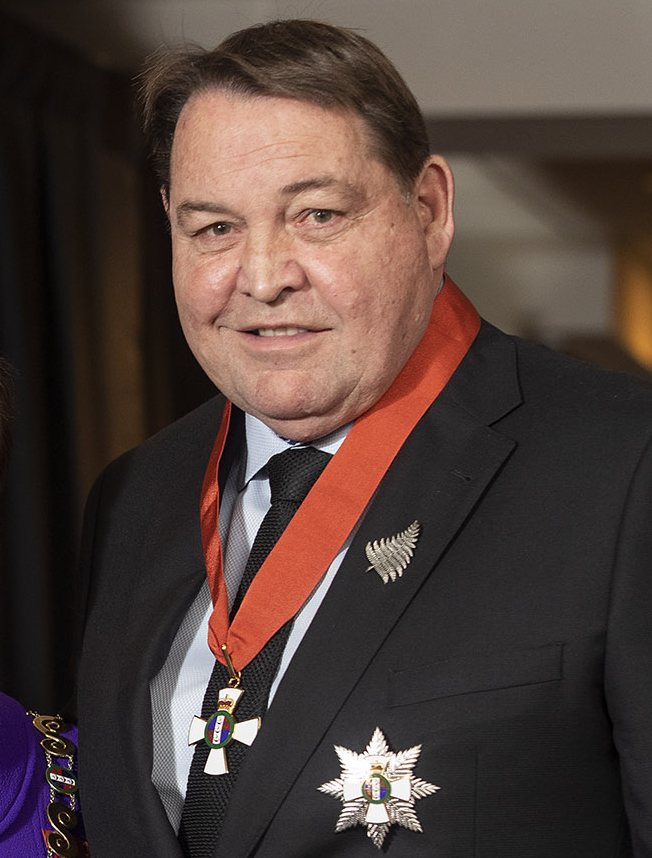
Steve Hansen

- Steve Hansen
- David Renard
- Uini Atonio
- Laurent Bidart
- Dominique Bontemps
- Arnaud Élissalde
- Jean-Pierre Élissalde
- Jean-Baptiste Élissalde
- René Le Bourhis
- Levani Botia
- Sireli Bobo
- Clément Marienval
- Tamato Leupolu
- Kini Murimurivalu
- Henri Magois
- Gérald Merceron
- German Llanes
- Diego Giannantonio
- Benjamin Ferrou
- Julien Pierre
- Rémi Talès
- Robert Mohr
- Pierre Venayre
- Sébastien Boboul
- Seru Rabeni
- Thomas Combezou
- Pierre Aguillon
- Jason Eaton
- Petrișor Toderașc
- Kevin Gourdon
- Ihaia West
- Tawera Kerr-Barlow
- Victor Vito
- Grégory Alldritt
- Pierre Bourgarit
- Dany Priso

### Présidents
| Période                       | Président                            |
| ----------------------------- | ------------------------------------ |
| décembre 1904 - avril 1911    | George Henry Jackson                 |
| avril 1911 - mai 1930         |                                      |
| mai 1930 - juin 1935          | Georges Plantard                     |
| juin 1935 - juin 1937         | Georges Plantard Valentin Gaillepand |
| juin 1937 - mai 1938          |                                      |
| mai 1938 - juin 1939          | Georges Plantard                     |
| janvier 1941 - octobre 1943   | Marcel Deflandre                     |
| octobre 1943 - septembre 1945 | André Caen                           |
| septembre 1945 - juin 1950    | Robert Aubarbier                     |
| juin 1950 - août 1953         | André Caen                           |
| août 1953 - 1956              | Robert Aubarbier                     |
| 1956 - juin 1964              |                                      |
| juin 1964 - juin 1974         | René Chevalier                       |
| juin 1974 - juin 1979         |                                      |
| juin 1979 - mai 1986          | Jean Tassin                          |
| juin 1979 - mai 1986          | Jacques Larrose                      |
| mai 1986 - juillet 1991       | Yvan Caris                           |
| Depuis juillet 1991           | Vincent Merling                      |

### Organigramme du club
Le Stade rochelais est une entreprise exploitée sous la forme d'une société par actions simplifiée. En mars 2021, sa gouvernance évolue, le club passe d'un duo exécutif président/directeur général à une direction à deux instances : un conseil de surveillance et un directoire. Ainsi, le club se retrouve avec deux présidents à sa tête, l'un président du conseil de surveillance et l'autre président du directoire :
- président du conseil du surveillance : Vincent Merling ;
- président du directoire : Pierre Venayre .